# Chris Avram
Cristea Avram, conocido en el cine también como Chris Avram (Bucarest, 28 de agosto de 1931-Roma, 10 de enero de 1989), fue un actor rumano, cuya carrera se 
desarrolló principalmente en el cine italiano.

## Biografía
Nacido en Bucarest en agosto de 1931, asistió al Instituto de Artes Teatrales y Cinematográficas de Bucarest hasta 1958, para intervenir después 
en varias películas rumanas en la década de 1960. Se traslada a occidente, obteniendo permiso para trabajar en Francia, para hacerlo después en Italia y en España. 
En Italia intervino principalmente en películas de Spaghetti western, poliziottesco o cine policiáco a la italiana, giallo  y cine erótico.
Entre su trabajo en Italia figura Bahía de sangre (1971), un thriller de horror de Mario Bava, considerado un antecedente del slasher, películas de terror sangriento como Viernes 13; en esta película, Avram interpretó el papel de Franco Ventura.
Interpretó así mismo a patrick Davenant en el giallo de corte fantástico El asesino ha reservado nueve butacas (1974).
En España hizo papeles de galán en Varietés, de Juan Antonio Bardem, acompañando a Sara Montiel y en
El amor empieza a medianoche, dirigida esta por Pedro Lazaga.
En el cine rumano fue conocido como Cristea Avram, cuando pasó a trabajar en otras 
cinematografías fue conocido como Chris Avram. En el cine italiano su voz fue doblada por diversos actores: Pino Colizzi, Cesare Barbetti, Romano Ghini, Gianni Marzocchi, 
Sandro sardone o Silvano Tranquilli.
Su carrera se prolonga hasta principio de los 80, con algo más de cuarenta largometrajes 
interpretados. Falleció en Roma el 10 de enero de 1989, víctima de un cáncer.

## Filmografía
- Poveste sentimentala, de Iulian Mihu (1961)
- Nu vreau sa ma însor, de Manole Marcus (1961)
- Darclée, de Mihai Jacob (1961)
- Anotimpuri, de Savel Stiopul (1963)
- Mona, l'étoile sans nom, de Henri Colpi (1965)
- De-as fi Harap Alb, de Ion Popescu-Gopo (1965)
- Zodia Fecioarei, de Manole Marcus (1966)
- Manon 70, de Jean Aurel (1968)
- Il tempo di vivere, de Bernard Paul (1969)
- Delitto al circolo del tennis, de Franco Rossetti (1969)
- Il sole nella pelle, de Giorgio Stegani (1971)
- Bahía de sangre (Reazione a catena), de Mario Bava (1971) (doblado por Pino Colizzi)
- W Django!, de Edoardo Mulargia (1971)
- Varietés, de Juan Antonio Bardem (1971)
- I senza Dio, de Roberto Bianchi Montero (1972)
- Rivelazioni di un maniaco sessuale al capo della squadra mobile, de Roberto Bianchi Montero (1972)
- Fuori uno... sotto un altro, arriva il Passatore, de Giuliano Carnimeo (1973)
- Cuore, de Romano Scavolini (1973)
- Number One, de Gianni Buffardi (1973)
- Milano trema: la polizia vuole giustizia, de Sergio Martino (1973) (doblado por Cesare Barbetti)
- Servo suo, de Romano Scavolini (1973)
- I figli di nessuno, de Bruno Gaburro (1974)
- El amor empieza a medianoche, de Pedro Lazaga (1974)
- El asesino ha reservado nueve butacas (L'assassino ha riservato nove poltrone), de Giuseppe Bennati (1974)
- Il giudice e la minorenne, de Franco Nucci (1974)
- L'ossessa, de Mario Gariazzo (1974)
- Il pavone nero, de Osvaldo Civirani (1975)
- Stangata in famiglia, de Franco Nucci (1976)
- Sfida sul fondo, de Melchiade Coletti (1976)
- Emanuelle nera - Orient Reportage, de Joe D'Amato (1976)
- La malavita attacca... la polizia risponde!, de Mario Caiano (1977)
- California (California), de Michele Lupo (1977) (doblado por Romano Ghini)
- Il commissario di ferro, de Stelvio Massi (1978)
- Le pene nel ventre, de Giulio Petroni (1978)
- Il commissario Verrazzano, de Francesco Prosperi (1978)
- L'éntrage monsieur Duvallier, de Victor Vicas (1979) (Serie de TV, episodio Bing Banque)
- Odissea solitaria, de Alfonso Brescia (1979)
- La ripetente fa l'occhietto al preside, de Mariano Laurenti (1980) (doblado por Gianni Marzocchi)
- Teste di quoio, de Giorgio Capitani (1981)
- Giochi erotici nella terza galassia, de Bitto Albertini (1981)
- Vai avanti tu che mi vien da ridere, de Giorgio Capitani (1982) (doblado por Sandro Sardone)
- Sogni mostruosamente proibiti, de Neri Parenti (1982) (doblado por Silvano Tranquilli)
- Lo studente, de Ninì Grassia (1982) (doblado por Silvano Tranquilli)